# Bernard Curton
Pour les articles homonymes, voir Curton.
Bernard Curton est un athlète français, né à Aime (73) le 13 novembre 1952, adepte de la course d'ultrafond et champion de France des 100 km en 1994. Il est également vice-champion du monde des 100 km par équipes en 1999.

## Biographie
Bernard Curton est champion de France des 100 km à Rognonas en 1994, vice-champion du monde des 100 km par équipes en 1999 et trois fois troisième aux championnats du monde des 100 km par équipes en 1994, 1995 et 1998. En 2000, il remporte les 100 km de millau en 7 h 8 min 39 s.

## Records personnels
- Marathon : 2 h 33 min 44 s au marathon des Isles en val d'Allier en 1993[3]
- 100 km route : 6 h 32 min 41 s aux 100 km de Rognonas en 1995[4]
- 24 heures route : 154,888 km aux championnats de France des 100 km de Fleurbaix en 2001[4]